# Hellenika (Xenophon)
Helleniká (altgriechisch Ἑλληνικά „griechische [Geschichte]“) ist der Titel eines von dem antiken griechischen Autor Xenophon verfassten Geschichtswerks.
Das Werk behandelt die Geschichte Griechenlands von 411 bis 362 v. Chr. in sieben Büchern. Offenbar verstand sich Xenophon als Fortsetzer des Thukydides, denn die Helleniká schließen direkt an dessen Geschichtswerk an, das abrupt im achten Buch abbricht. Mit der Anknüpfung an ein Vorgängerwerk gehörte Xenophon zu den Begründern einer antiken historiographischen Tradition (historia perpetua), einer fortlaufenden Zeitgeschichte; diese Tradition blieb bis in die Spätantike lebendig. Schlusspunkt von Xenophons Darstellung bildet die Schlacht von Mantineia, in der die hegemoniale Stellung Thebens, das 371 v. Chr. Spartas Hegemonie in Griechenland beendet hatte, ihrerseits gebrochen wurde.
Xenophon schrieb in erster Linie Zeitgeschichte und konnte sich daher auf Informationen aus erster Hand stützen. Er betrachtete aber nicht nur die Geschichte im griechischen Mutterland, sondern ebenso Ereignisse beispielsweise in Persien. So referiert er den Text des sogenannten Königsfriedens und bietet auch ansonsten wichtige Informationen. Dennoch reicht er qualitativ nicht an Thukydides heran, oft sind seine Schilderungen eher knapp. Während sich Xenophon zunächst stark an Thukydides orientierte, lassen sich in späteren Partien des Werks, die auch später verfasst worden sind, mehrere Ungenauigkeiten feststellen. Ereignisse werden hier nicht mehr streng chronologisch dargestellt, ebenso gruppiert sich die Handlung zunehmend um Einzelpersönlichkeiten. Das Werk ist außerdem recht tendenziös zugunsten Spartas verfasst, wenngleich er bisweilen durchaus Kritik an dessen Politik übt.
Xenophon sollte aber auch nicht in erster Linie an dem Werk des Thukydides gemessen werden, wenngleich er dessen Darstellung fortsetzte. Denn Xenophon wollte vor allem die Geschichte seiner Zeit schildern, so dass das Werk stellenweise Memoirencharakter hat. Er betrieb offenbar auch keine intensive „Quellenforschung“. Allerdings hat sich Xenophon nicht nur auf eigene Erinnerungen oder Aussagen anderer verlassen, sondern anscheinend auch schriftliche Quellen genutzt, zumal er oft nicht bei den beschriebenen Ereignissen anwesend war. In militärischen Dingen war Xenophon aus eigener Erfahrung gut unterrichtet und hier ist seine Darstellung besonders wertvoll. Ebenso konnte er plastisch Ereignisse beschreiben und bietet teils aufschlussreiche Charakterskizzen der handelnden Personen (so des Alkibiades). Generell ist Xenophon eher bestrebt, den Nachweis von menschlicher Größe anhand von ausgesuchten Beispielen nachzuweisen, als etwa die historischen Ursachen genauer zu analysieren. Xenophon als Schüler des Sokrates wollte in seinem Geschichtswerk auch eine Moral vermitteln, wobei er dem Göttlichen eine wichtige Rolle zuwies.
Trotz manch berechtigter Kritik bleibt festzuhalten, dass die Helleniká eine sehr wichtige Quelle für den dort behandelten Zeitraum sind. In der neueren Forschung ist die Wertschätzung Xenophons als Geschichtsschreiber wieder gestiegen.
Die editio princeps gab Aldus Manutius 1503 in Venedig heraus.

## Ausgaben
- Xenophon. Hellenika. Griechisch-Deutsch. Hrsg. und übersetzt von Gisela Strasburger. 4. Auflage. Artemis & Winkler, Düsseldorf 2005; Akademie Verlag, Berlin 2011, ISBN 978-3-05-005408-7.